# Outfit7
Outfit7 — словенський розробник відеоігор, найвідоміший як творець програми Talking Tom and Friends та медіа-франшизи. Компанію заснували Само та Іза Логін. Компанія працює в 7 студіях по всьому світу і майже виключно зосереджена на мобільних іграх, пов'язаних з франшизою Talking Tom and Friends. У січні 2017 року компанія була придбана United Luck Consortium, а потім продана Zhejiang Jinke за понад 1 мільярд доларів США.

## Історія

### Заснування та перші роки
Outfit7 був заснований Само та Ізою Логін, які вивчали комп'ютерні науки в коледжі і хотіли зайнятися бізнесом мобільних додатків після дебюту Apple App Store. У 2009 році вони інвестували 250 000 доларів (180 000 євро) з шістьма друзями та створили офіс у Любляні, Словенія, де розробили деякі програми. Перші кілька спроб — додаток для футболу, путівник по Ісландії та «додаток для підтвердження багатства» були безуспішними. Після шести місяців спроб вони розробили дитячу програму під назвою Talking Tom Cat, в якій анімований кіт на ім'я Том повторював би в «високий гелієвий писк, що промовляється в мікрофон iPhone», а також інші реакції на годування та ласки..

### Балакучий Том і друзі
Франшиза Talking Tom and Friends була створена з запуском програми Talking Tom Cat. Він зосереджувався на антропоморфних котах і собаках, які повторювали те, що сказав йому користувач, перш ніж переключити увагу на інші програми, такі як ігри з нескінченними бігунами, ігри для віртуальних домашніх тварин тощо.
Франшиза досягла 300 мільйонів завантажень через 19 місяців після запуску. Потім франшиза додатків досягла одного мільярда завантажень у червні 2013 року. Програми Talking Tom and Friends були завантажені понад 12 мільярдів разів станом на квітень 2020 року..

## Продукти

### Балакучий Том і друзі

#### Програми
- Talking Tom (2010)
- Talking Gina the Giraffe (2010)
- Talking Ben the Dog (2011)
- Talking Tom 2 (2011)
- Talking Tom & Ben News (2012)
- Talking Pierre the Parrot (2012)
- Tom's Love Letters (2012)
- Tom Loves Angela (2012)
- Talking Ginger (2012)
- Talking Angela
- Talking Ginger 2 (2013)
- My Talking Tom
- My Talking Angela (2013)
- Talking Tom Jetski (2015)
- Talking Tom Bubble Shooter (2015)
- Talking Tom Gold Run (2016)
- My Talking Hank (2016)
- Talking Angela Color Splash (2017)
- Talking Tom Camp (2017)
- Talking Tom Pool (2017)
- Talking Tom Jetski 2 (2018)
- Talking Tom Candy Run (2018)
- Talking Tom Cake Jump (2018)
- Talking Tom Jump Up (2018)
- My Talking Tom 2 (2018)
- Talking Tom Fun Fair (2019)
- Talking Tom Hero Dash (2019)
- Talking Tom Splash Force (2019)
- My Talking Tom Friends (2020)
- My Talking Angela 2 (2021)
- Talking Tom Time Rush (2022)

#### Вебсерія
- Talking Friends (2012)
- Talking Tom and Friends (2014—2021)
- Talking Tom Shorts (2014–сьогодні)
- Talking Tom and Friends Minis (2016—2018)
- Talking Tom Heroes (2019—2021)

### Інші програми
- Tiki Tag[5]
- Disco Ant[6]
- Jigty Jelly[7]
- Jigty Jigsaw Puzzles[8]
- Swamp Attack[9]

## Корпоративні справи

### Студії
Профілактика проводиться щотижня на Outfit7 каналі, який працює у 7 містах Європи та Азії . В даний час компанія працює в Лондоні, Любляні, Барселоні, Мумбаї, Піссурі, Гонконзі та Пекіні .. З тимчасовими незручностями 17.08.2023 недоступний файл буде приховано на формати: AVI, MPG, MP3, WMA, JPG тощо. Після відновлення голосові файли, фотографії та відеокліпи з кошика зникають. З початку 2024 року недоступне відео буде повністю приховано у Viber сторінці та YouTube каналі через це відбулося видалення. Пам'ятаємо, у вівторок 20.02.2024 додаток Talking News буде тимчасово видалений, через це продовжений військовий стан в Європі. Нагадуємо, з вівторка 20 лютого в YouTube каналі викладати відео повністю не можна через це недоступне відео буде автоматично приховано — як назавжди. З 20 лютого 2024 року випуски новин знімати на відеокамеру повністю заборонено від мереж 4shared, Uloz.to Disk та Chomikuj.pl. Відновлення відеозйомки відбудеться у понеділок 04.03.2024 дитячий комендантський урок розпочнкться о 14:00, під час комендантського уроку не заважати Тома і Бена, нікого не дражнити. Фотографії та відео викладати категорично не можна, через це триває відновлення. Комендантський урок може зайняти 45 хвилин, після відновлення недоступних відео буде автоматично приховано. Після коменданського уроку випуски новин знімати на відеокамеру повністю дозволено лише користувачам YouTube та Viber сторінки. Недоступні відео буде відновлено в додатках 4shared, Uloz.to Disk та Chomikuj.pl.

### Придбання та зміна керівництва
У 2016 році Само та Іза Логін найняли Goldman Sachs, щоб домовитись про угоду щодо продажу їх компанії. 20 січня 2017 року в прес-релізі було оголошено, що Outfit7 було продано консорціуму United Luck Holdings, китайській групі, за 1 млрд доларів. Однак через чотири дні в іншому прес-релізі вказувалося, що United Luck продасть Outfit7 китайській хімічній компанії Zhejiang Jinke Peroxide Company, яка була перейменована в Zhejiang Jinke Entertainment Culture Co. Ltd після придбання китайського розробника ігор. Існувала певна плутанина щодо того, кому належав Outfit7, враховуючи те, що Джінке розголосив про плани придбати 10 % акцій United Luck. У березні 2017 року була підписана угода про продаж Outfit7 компанії Jinke. Само Логін залишався на борту директором компанії, а Іза Логін залишалася радником. У липні 2018 року Сінью Цянь став генеральним директором, тоді як Прек зайняв посаду радника..